# Supercoppa UEFA 2004
La Supercoppa UEFA 2004 è stata la ventinovesima edizione della Supercoppa UEFA.
Si è svolta il 27 agosto 2004 allo stadio Louis II di Monaco, dove si sono affrontate la squadra vincitrice della Champions League 2003-2004, ovvero i portoghesi del Porto, e la squadra vincitrice della Coppa UEFA 2003-2004, ossia gli spagnoli del Valencia.
Nel derby iberico, a conquistare il titolo è stato il Valencia che ha battuto per 1-2 il Porto con i gol di Baraja e Di Vaio, conquistando il trofeo dopo 24 anni dall'unica apparizione. 
Per il Porto si è trattata della seconda apparizione consecutiva nella competizione, dopo quella dell'anno precedente, e della seconda sconfitta in altrettante finali.

## Partecipanti
| Squadre  | Qualificazione                                   | Partecipazioni precedenti (il grassetto indica la vittoria) |
| -------- | ------------------------------------------------ | ----------------------------------------------------------- |
| Porto    | Vincitrice della UEFA Champions League 2003-2004 | 2 (1987, 2003)                                              |
| Valencia | Vincitrice della Coppa UEFA 2003-2004            | 1 (1980)                                                    |

## Tabellino
| Arbitro: | Terje Hauge |

|              |           |                        |
| Quaresma 78’ | Marcatori | 32’ Baraja 67’ Di Vaio |

| Porto | Valencia |

### Formazioni
| Porto (4-4-2)    |    |                     |     |     |
|                  |    |                     |     |     |
| P                | 99 | Vítor Baía          |     |     |
| D                | 22 | Geōrgios Seïtaridīs |     |     |
| D                | 2  | Jorge Costa (c)     | 52’ |     |
| D                | 7  | Pepe                |     |     |
| D                | 8  | Nuno Valente        |     |     |
| C                | 6  | Costinha            |     |     |
| C                | 18 | Maniche             |     |     |
| C                | 4  | Hugo Leal           |     | 61’ |
| C                | 19 | Carlos Alberto      |     |     |
| A                | 41 | Hélder Postiga      |     |     |
| A                | 77 | Benni McCarthy      | 40’ | 72’ |
| A disposizione:  |    |                     |     |     |
| P                | 13 | Nuno                |     |     |
| D                | 3  | Pedro Emanuel       |     |     |
| D                | 5  | Ricardo Costa       |     |     |
| C                | 10 | Ricardo Quaresma    | 72’ | 61’ |
| C                | 12 | César Peixoto       |     | 72’ |
| C                | 33 | Raul Meireles       |     |     |
| A                | 29 | Hugo Almeida        |     |     |
| Allenatore:      |    |                     |     |     |
| Víctor Fernández |    |                     |     |     |

| Valencia (4-3-3) |    |                    |     |     |
|                  |    |                    |     |     |
| P                | 1  | Santiago Cañizares |     |     |
| D                | 23 | Curro Torres       |     |     |
| D                | 17 | David Navarro      | 16’ |     |
| D                | 5  | Carlos Marchena    |     |     |
| D                | 15 | Amedeo Carboni     | 90’ |     |
| C                | 14 | Vicente            |     |     |
| C                | 8  | Rubén Baraja       |     |     |
| C                | 6  | David Albelda (c)  | 40’ |     |
| A                | 19 | Francisco Rufete   |     |     |
| A                | 9  | Bernardo Corradi   |     | 89’ |
| A                | 11 | Marco Di Vaio      |     | 77’ |
| A disposizione:  |    |                    |     |     |
| P                | 13 | Andrés Palop       |     |     |
| D                | 12 | Marco Caneira      |     |     |
| D                | 18 | Xisco              |     |     |
| C                | 7  | Stefano Fiore      |     | 86’ |
| C                | 16 | Mohamed Sissoko    |     |     |
| C                | 21 | Pablo Aimar        |     | 64’ |
| A                | 20 | Mista              |     | 82’ |
| Allenatore:      |    |                    |     |     |
| Claudio Ranieri  |    |                    |     |     |